# Liste der Kardinalpriester von Santa Maria del Popolo

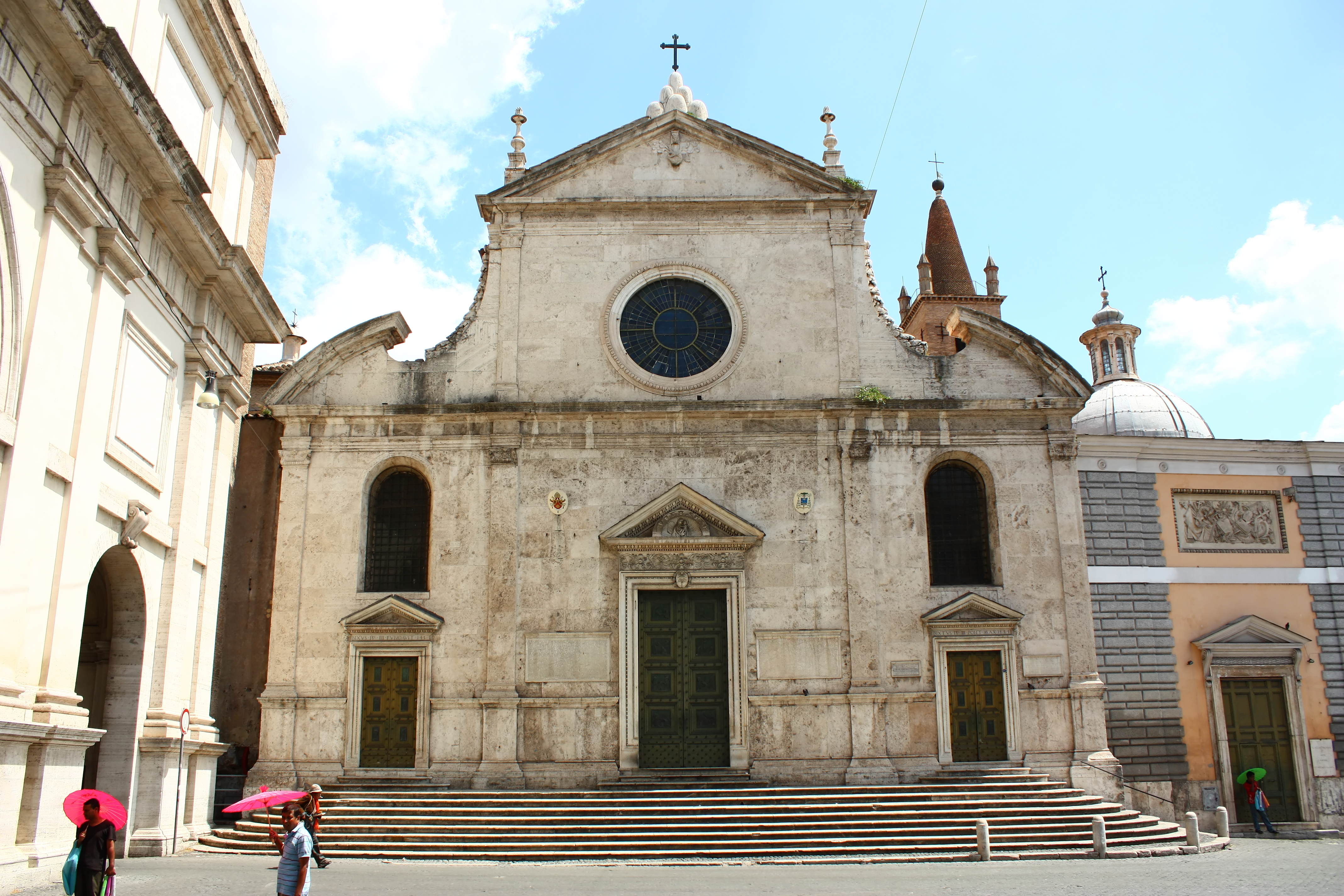
Santa Maria del Popolo (2011)

Folgende Kardinäle waren Kardinalpriester von Santa Maria del Popolo:
- Tolomeo Gallio (1587)
- Scipione Gonzaga (1588–1593)
- Ottavio Acquaviva d’Aragona (1593–1602)
- Francesco Mantica (1602–1614)
- Filippo Filonardi (1614–1622)
- Guido Bentivoglio (1622–1635)
- Lelio Biscia (1637–1638)
- Lelio Falconieri (1643–1648)
- Mario Theodoli (1649–1650)
- Fabio Chigi der Ältere (1651–1655), später Papst Alexander VII.
- Giangiacomo Teodoro Trivulzio (1655–1656)
- Flavio Chigi d. Ä. (1657–1686)
- Savo Millini (1686–1689)
- Francesco del Giudice (1690–1700)
- Andrea Santacroce (1700–1712)
- Agostino Cubani (1713–1730)
- Camillo Cibo (1731–1741)
- Francesco Ricci (1743–1755)
- Franz Konrad von Rodt (1758–1775)
- Giovanni Carlo Bandi (1775–1784)
- Giovanni Maria Rimialdini (1785–1787)
- Francesco Maria Pignatelli (1794–1800)
- Ferdinando Maria Saluzzo (1801–1804)
- vakant (1804–1817)
- Francesco Cesarei Leoni (1817–1830)
- Francisco Javier de Cienfuegos y Jovellanos (1831–1847)
- Jacques-Marie-Antoine-Célestin du Pont (1847–1859)
- Carlo Sacconi (1861–1870)
- vakant (1870–1874)
- Flavio Chigi (1874–1885)
- Alfonso Capecelatro di Castelpagano (1886–1912)
- José Cos y Macho (1912–1919)
- Juan Soldevila y Romero (1919–1923)
- George William Mundelein (1924–1939)
- vakant (1939–1946)
- James Charles McGuigan (1946–1974)
- Hyacinthe Thiandoum (1976–2004)
- Stanisław Dziwisz (seit 2006)

## Weblink
- Santa Maria del Popolo. Past and Present Ordinaries. In: catholic-hierarchy.org. (englisch).